# Zurück nach Uskow
Zurück nach Uskow ist ein Theaterstück des bekannten Kinderbuchautors Janosch (Horst Eckert). In diesem Einpersonenstück, das für Erwachsene geschrieben ist, setzt sich Janosch kritisch mit der katholischen Kirche, insbesondere ihrer Sexualmoral, auseinander.  Das Stück trägt den Untertitel oder Eine Spur von Gott oder Der Hund von Cuernavaca.

## Inhalt
Steiner, die Person der Handlung, bereitet sich auf seine Begegnung mit dem Tod vor und will ihm lachend entgegentreten können, denn nur dann ist sein Leben geglückt. Das will ihm aber nicht gelingen, und auf der Suche nach dem Fehler in seinem Leben geht er zurück zu seiner Kindheit nach Uskow und wendet sich, unterstützt von mehreren Einspielungen auf einem Fernsehgerät, in einem Monolog an das Publikum, das er bisweilen auch als Uskowiter anspricht.
Als Siebenjähriger war er in ein Mädchen namens Traudi verliebt, was ihm aber durch den katholischen Religionsunterricht zerstört wurde, da ihm das Weib als Werkzeug des Teufels und Quelle der Unkeuschheit dargestellt wurde; mit zwölf lernte er in der katholischen Aufklärungsstunde, Lust mit einem kalten Lappen zu bekämpfen. Wegen dieser "Verwirrung seiner Kinderseele" hasst er die katholische Kirche. (Vorhang)
Als Heranwachsender litt er unter dem Konflikt mit der katholischen Sexualmoral und verfiel dem Alkohol. Auf seiner jahrzehntelangen Suche nach einer Spur von Gott entdeckt Steiner Widersprüche und klagt schließlich an: "Ich ... bringe alles das aus meinem Kopf nicht heraus. Ein ganzes Leben dafür aufgewendet, durch alle Feuer gegangen, und ich werde den Hass nicht los. Weil sie mir meine Liebe zu Traudi zerstörten."
Im Rahmen seiner Tätigkeit als Steinmetz kam er zu Restaurierungsarbeiten in die mexikanische Stadt Cuernavaca, wo er einen vernarbten Hund beobachtete, der Fußtritte und Steinwürfe über sich ergehen lassen musste, wenn er sich nahm, was er zum Leben brauchte, der für seinen Peiniger „aber nicht einmal Verachtung aufbrachte“. Steiner sieht in diesem speziellen Hund-Mensch-Verhältnis seine Beziehung zu Gott. Seit diesem Erlebnis kann er leben, aber der Hass ist geblieben.
Schließlich entdeckt Steiner den Fehler seines Lebens, er besteht in dem Bestreben, diesen Hass überwinden zu wollen. Er erzählt: "Ich kannte einmal einen, der lebte mühelos ..., und ich fragte ihn, wie der das macht. Ich erzählte ihm von jenem Stein, den ich trage und dass ich einen Hass loswerden wolle – es ginge nicht. Er sagte: DAS WOLLEN ist der Fehler, Steiner."
Mit dieser Erkenntnis endet das Stück. Es klopft an der Tür, und Steiner verlässt lachend die Bühne. (Vorhang)

## Bemerkungen
Das Buch enthält zehn farbige Radierungen im typischen Janosch-Stil, auf dem Buchdeckel trägt ein Mann (Steiner) auf seinem Rücken drei übergroße Steine, als Symbol für die ihm aufgebürdete Last.
Die erste Ausgabe erschien 1992 im Merlin Verlag, das Theaterstück wurde 1993 in vier deutschen Städten gleichzeitig uraufgeführt.
Der Name Uskow ist fiktiv, er steht für Janoschs Heimatstadt Zabrze (deutsch Hindenburg O.S.).